# Idiataphe
Idiataphe is een geslacht van libellen (Odonata) uit de familie van de korenbouten (Libellulidae).

## Soorten
Idiataphe omvat 4 soorten:
- Idiataphe amazonica (Kirby, 1889)
- Idiataphe batesi (Ris, 1913)
- Idiataphe cubensis (Scudder, 1866)
- Idiataphe longipes (Hagen, 1861)